# Монца
Монца (итал. Monza) је важан град у северној Италији. Град је средиште истоименог округа Монца и Бријанца у оквиру италијанске покрајине Ломбардија.
Монца је позната по стази за трке "Формуле 1“ - "Велика награда Италије".

## Географија
Монца се налази у северном делу Падске низије, на свега 18 км северно од Милана, чије је, у ствари, највеће предграђе. Град се сместио на ободу равнице, у подгорини северно положених Алпа. Речица Ламбро протиче кроз град.

## Историја
Као древни главни град Ломбардије, Монца дугује пуно на својој важности лангобардској краљици Теодолинди. 595. године, која је основала катедралу у којој се налази гвоздена круна Ломбардије, а за коју се претпоставља се да је направљена од ексера који је кориштен за време распећа Исуса Христа. Краља Умберта I од Италије је у Монци убио анархиста Гаетано Бреши 1900. г.

## Становништво
Према процени, у граду је 2010. живело 122.712 становника.
| 1931.  | 1936.  | 1951.  | 1961.  | 1971.   | 1981.   | 1991.   | 2001.   | 2011.   |
| ------ | ------ | ------ | ------ | ------- | ------- | ------- | ------- | ------- |
| 61.516 | 65.052 | 73.114 | 84.445 | 114.327 | 123.145 | 120.651 | 120.204 | 119.856 |

Монца данас има преко 120.000 становника, махом Италијана. Град се бројчано повећано 3 пута током протеклих сто година, захваљујући највише положају у близини велеграда Милана. Током протеклих деценија у град се доселило много досељеника из иностранства, највише са Балкана.

## Привреда
Монца је индустријски град и има фабрике за производњу шешира, кожних производа, текстила и тепиха.

## Партнерски градови
- Праг
- Индијанаполис

## Галерија
- Градска катедрала
- Градски парк
- Речица Ламбро
- Палата Реале